# Kalif
Kalif (arabsko خليفة, Khalīfah) je naziv vladarja kalifata ali naziv duhovnega poglavarja islamske skupnosti (umma), ki živi po šeriatskem pravu. Naziv je prevedena različica arabske besede خليفة (khalīfah), ki pomeni 'naslednik' oz. 'predstavnik'.
Vsi kalifi so se imeli za Mohamedove naslednike. Nekateri od njih so se po smrti preroka Mohameda leta 632 naslavljali s Khalifat Allah ('predstavnik Alaha'), kasneje pa so naziv preimenovali v Khalifat Rasul Allah, kar pomeni 'politični naslednik Božjega glasnika', se pravi Mohameda, ki je kasneje postal standardni naziv. Nekateri akademiki se bolj nagibajo k nazivu Khalīfah. 
Kalifi so se pogosto naslavljali tudi z Amīr al-Mu'minīn ('poveljnik pravovernih') ter Imam al-Ummah in Imam al-Mu'minīn ('vodja muslimanov'). 
Po prvih štirih kalifih (Abu Bakr, Omar ibn al-Hatab, Osman ibn Afan in Ali ibn Abu Talib) so si naziv kalifa lastili Omajadi, Abasidi, Fatimidi in Osmani, občasno tudi rodbine iz Španije, severne Afrike in Egipta. Zgodovinski muslimanski vladarji so bili večinoma sultani in emirji, ki so prisegali zvestobo kalifom, čeprav so imeli slednji zelo malo resnične oblasti. 
Naslov kalifa je odmrl leta 1924, ko je Republika Turčija zamenjala Osmansko cesarstvo, čeprav so nekateri posamezniki in skupine pozivali na njegovo ponovno vzpostavitev (šerif Meke in kralj Hidžaza Husein bin Ali za kratek čas leta 1924 in imami Jemna, ki so naslov uporabljali več stoletij do leta 1962).
Zadnji kalif, 101. po vrsti, je bil osmanski sultan Abdul Medžid, ki je umrl 23. avgusta 1944 v Parizu.

## Mohamedovo nasledstvo
Fred Donner v svoji knjigi The Early Islamic Conquests ('Prve islamske zmage', 1981) trdi, da je bila običajna arabska praksa tistega časa, da so se po smrti voditelja zbrali vplivni možje skupine ali plemena in med seboj izvolili njegovega naslednika. Postopek za takšno posvetovanje (šura]) oziroma volitve ni bil posebej določen. Kandidati so bili običajno, a ne nujno, iz rodu pokojnega vodje. Pri izboru so imeli sposobni možje prednost pred manj sposobnimi. 
Sunitski muslimani verjamejo in odobravajo, da je po Mohamedovi smrti skupnost za kalifa izbrala Mohamedovega tasta Abu Bekra in da je bil postopek izbire pravilen. 
Šiiti menijo, da bi moral biti kalif izbran na volitvah ali s soglasjem cele skupnosti in trdijo, da bi moral biti Mohamedov naslednik in kalif njegov zet in bratranec Ali in da bi moral biti položaj kalifa deden. 
Pripadniki tretje veje islama, ibaditi, trdijo, da bi moral položaj kalifa pripasti največjemu trenutno živečemu duhovnemu vodji muslimanov, ne glede na njegovo poreklo. Ibaditi so trenutno izjemno majhna sekta, ki živi večinoma v Omanu. 

## Raba besedekhalifah
Beseda kalif je nastala iz arabske besede khalifa, ki pomeni 'naslednik', 'namestnik' ali 'poročnik' (poveljnik). V Koranu se je beseda rabila za določitev Adamove vloge Alahovega predstavnika na Zemlji. Beseda khalifa se je uporabljala tudi za opis prepričanja, da je človek po svoji naravi khalifa oziroma Alahov namestnik.
Beseda se najpogosteje uporablja za naslavljanje islamskih voditeljev umme, ki se začenjajo z Mohamedom in nadaljujejo po njegovi nasledstveni liniji. 
Natančen pomen besede khalifa je 'predstavnik'. Prvi štirje kalifi, Abu Bekr, Omar ibn al-Hatab, Osman ibn Afan in Ali ibn Abi Talib, so predvsem pri sunitih poznani kot Khulafā’ur-Rāshideen, se pravi 'pravilno vodeni nasledniki' oziroma 'pravoverni kalifi'. Vsi omenjeni kalifi so bili v času Mohamedovega preroštva njegovi bližnji spremljevalci. 

## Zgodovina

### Nasledstvo in priznavanje naslova kalifa
Sunitski in šiitski muslimani imajo različna mnenja o legitimnosti kalifatov prvih štirih kalifov (Khulfa-e-Rashideen). Suniti priznavajo kalifate vseh štirih kalifov, medtem ko šiiti priznavajo samo Alijev kalifat in kratek kalifat njegovega sina Hasana. Do razkola je prišlo po Mohamedovi smrti.
Suniti so prepričani, da Mohamed pred smrtjo ni dal nobenih posebnih navodil glede izbire svojega naslednika. V tistem času so voditelje izbirali na dva načina: v mirnih obdobjih so se držali dednega načela, v času krize pa so izbrali nekoga, ki je bil v danem trenutku sposoben učinkovito ukrepati. 
Sunitski in šiitski islam imata zelo različne poglede na ravnanje kalifa in odnose med kalifom in versko skupnostjo, ne razlikujeta pa se v osnovni vsebini njegovega položaja. Obe skupini obsojata zapravljanje denarja in časa in dokazovanje moči. 
Na začetku je pri izbiranju Mohamedovega naslednika med njegovimi vodilnimi spremljevalci prevladal drugi način izbiranja. Kot prvi kalif ali Mohamedov naslednik je bil izvoljen Abu Bekr, kateremu so vsi Mohamedovi spremljevalci prisegli zvestobo. Nasprotniki takšnega načina voljenja so menili, da bi moral Mohameda naslediti njegov najbližji sorodnik Ali. Kakorkoli že, imenovanje naslednjih dveh kalifov se je razlikovalo od Abu Bekrovega imenovanja. Abu Bekr je na smrtni postelji brez volitev v skupnosti vernikov za svojega naslednika imenoval Omarja. Zaobljubo, ki je potrdila Omarjevo imenovanje, so opravili samo spremljevalci, ki so bili takrat v Medini. Omarjeva avtoriteta je bila zaradi takšne izbire v nekaterih skupinah vernikov sporna. Način izbiranja novega kalifa je spremenil tudi Omar, ki je določil, da mora biti za njegovega naslednika izbran nekdo iz skupine šestih. V tej skupini sta bila tudi Ali in Osman. Skupina šestih je za Omarjevega naslednika in tretjega kalifa izbrala Osmana, po Osmanovem umoru pa je njegovo mesto kot četrti kalif zasedel Ali. 

### Alijev kalifat in vzpon Omajadov
Alijev kalifat so pretresali veliki nemiri in notranji spori. Največ težav je povzročal Osmanov sorodnik in guverner Damaska Muavija. Muavija in Alija sta se spopadla v bitki pri Siffinu, ki je trajala več mesecev in se končala brez zmagovalca. Da bi preprečil nadaljnje prelivanje krvi, se je Ali odločil za pogajanja z Muavijo. Njegova odločitev je sprožila odcepitev kakšnih 4000 tradicionalistov, znanih kot haridžiti ('odpadniki'). Po porazu haridžitov v bitki pri Nehrevanu je haridžit Ibn Muldžam Alija umoril. Za petega kalifa je bil izvoljen Alijev sin Hasan, ki je moral že nekaj mesecev kasneje naslov prepustiti Muaviji, ustanovitelju Omajadskega kalifata.

### Omajadi
Med vladavino Omajadov se je Muslimansko cesarstvo hitro širilo. Muslimanska oblast se je proti zahodu preko severne Afrike razširila vse do Iberskega polotoka, proti vzhodu pa preko Irana vse do Indije in Omajadski kalifat je postal eden največjih strnjenih imperijev v zgodovini Evrazije. 
Omajadske rodbine kljub temu ni podpiral celoten islamski svet. Nekateri so podpirali zgodnje muslimane, na primer Abdulaha ibn al-Zubejra, drugi pa so priznavali samo člane Mohamedovega klana Banu Hašim oziroma njegovo nasledstveno linijo. V kalifatu je bilo zato mnogo uporov proti Omajadom, pa tudi sporov znotraj dinastije. Privržencem Banu Hašima in Alija je leta 750 uspelo zrušiti omajadsko oblast. Alijeva stranka Shiʻat ʻAlī (Alijevi privrženci) je bila kmalu ponovno razočarana, ker na oblast niso prišli Alijevi potomci, ampak Abasidi, ki so bili potomci Mohamedovega strica Abasa ibn Abd al-Mutaliba. Stranka Shiʻat ʻAlī se je zato dokončno odcepila od večinskih sunitskih muslimanov in ustvarila jedro današnjega šiizma. 

### Abasidi
Abasidi so bili kalifi neprekinjeno več kot tri stoletja. Utrdili so oblast muslimanov na Bližnjem vzhodu in dosegli velik intelektualni in kulturni razvoj. Po letu 940 je moč kalifata začela upadati, ker se je okrepil vpliv nearabskih ljudstev, predvsem turških, v drugi polovici 13. stoletja pa Mamelukov v Egiptu, hkrati pa je rasla neodvisnost njihovih sultanov in emirjev. Kalifat je kljub temu obdržal položaj simbola in povezovalnega elementa islamskega sveta.
Položaj kalifa je bil tudi v obdobju Abasidov sporen. Šiit Said ibn Husein iz rodbine Fatimidov, ki je zahteval Mohamedovo nasledstvo preko njegove hčerke, je leta 909 v severni Afriki ustanovil svojo linijo kalifov. Njegov kalifat, ki je na začetku obsegal ozemlje Maroka, Alžirije, Tunizije in Libije, se je v naslednjih 150 letih razširil še na Egipt in Palestino. Abasidom je šele takrat uspelo ustaviti njegovo prodiranje in omejiti oblast Fatimidov na ozemlje Egipta. Rodbina Fatimidov je vladala do leta 1171. Omajadi, ki so preživeli in zavladali muslimanskim provincam na Iberskem polotoku, so imeli položaj kalifa od leta 929 do svojega padca leta 1031.

### Fatimidi
Fatimidi so bili berberska šiitska rodbina, ki je od 5. januarja 909 do leta 1171 vladala v Magrebu, Egiptu, na Siciliji, Malti in v Levantu. Glavno mesto kalifata je bil Kairo. Vladajoča elita države je pripadala ismailski veji šiizma. Poglavarji rodbine so bili istočasno tudi šiitski ismailski imami in so imeli zato za ismailske muslimane velik verski pomen. Poleg tega so imeli tudi položaj kalifa, ki ga je priznavala večina muslimanov. Obdobje Fatimidov je bilo torej eno od redkih zgodovinskih obdobij, razen obdobja kalifa Alija, v katerem sta bila združena šiitski imamat in kalifat. Kalifata Fatimidov nekateri suniti ne priznavajo. 
Fatimidi so bili, z nekaj izjemami, poznani po verski tolerantnosti do neismailskih sekt islama, pa tudi do Judov ter malteških in koptskih kristjanov.

### Senca kalifata
Leta 1258 so Mongoli Hulagu Kana osvojili Bagdad in ubili abasidskega kalifa al-Mustasima. Preživeli člani abasidske hiše so tri leta kasneje postali kalifi pod pokroviteljstvom Mameluškega sultanata s sedežem v Kairu. Njihove pristojnosti so bile omejene samo na ceremonialne in verske zadeve, zato kasnejši muslimanski zgodovinarji to obdobje imenujejo "senca kalifata". 

### Osmani
Z rastjo Osmanskega cesarstva je rasla tudi injegova moč in osmanski sultani od Mehmeda II. dalje so si začeli prilaščati pristojnosti kalifov. Njihove zahteve so se okrepile po porazu Mameluškega sultanata leta 1517, ko so Osmani prevzeli oblast nad večino arabskega sveta. Zadnjega abasidskega kalifa al-Mutevekila III. so aretirali in prepeljali v Carigrad, kjer je kalifat predal sultanu Selimu I..
Osmanski vladarji, ki so bolj poznani kot sultani, so prvič uporabili naslov kalifa v politične in ne simbolične verske namene pri podpisu mirovne pogodbe z Rusijo leta 1774. Vojna z Rusi je imela za Osmane katastrofalne posledice. Izgubili so obsežna ozemlja, tudi tista s pretežno muslimanskim prebivalstvom na Krimu. Sultan Abdulhamid I. je mirovno pogodbo kljub porazu proglasil za diplomatsko zmago, ker je vsebovala klavzulo, da je on zaščitnik muslimanov v Rusiji. Osmanski kalif je s tem postal prvi kalif, kateremu so evropske sile priznale pristojnosti nad muslimani izven meja muslimanskih držav. Posledica te diplomatske zmage je bila, da so se pristojnosti osmanskega kalifa kljub zmanjšanju ozemlja povečale.
Sultan Abdulhamid II. je okoli leta 1880 ponovno uveljavil naslov kalifa kot način boja proti prodiranju evropskega kolonializma v muslimanski svet. Njegov ukrep so najbolj navdušeno sprejeli muslimani v britanski Indiji. Na predvečer prve svetovne vojne je Osmansko cesarstvo kljub njegovi šibkosti nasproti Evropi predstavljalo največji in najmočnejši islamski politični subjekt. Osmanski sultan je imel nekaj avtoritete tudi izven meja svojega cesarstva kot kalif muslimanov v Egiptu, Indiji in Srednji Aziji. 

### Ukinitev kalifata
3. marca 1924 je Turški veliki nacionalni svet na pobudo Mustafe Kemala Atatürka razpustil institucijo kalifata in njene pristojnosti prenesel na Turški veliki nacionalni svet. Turški parlament je pristojnosti kasneje prenesel na več vladnih ustanov. Islamske relikvije so shranjene v Istanbulu v palači Topkapi.
Muslimani občasno na demonstracijah zahtevajo ponovno vzpostavitev kalifata.

## Pristojnosti Mohamedovega naslednika
Vprašanje, kdo bi lahko bil Mohamedov naslednik, ni bilo edino, s katerim so se soočali zgodnji muslimani, ker so morali določiti tudi obseg njegovih pristojnosti. Mohamed v času svojega življenja ni bil samo muslimanski politični vodja, ampak tudi islamski prerok, od katerega je izhajala vsa islamska pravna in duhovna praksa. Nihče ni zahteval, da bi moral biti prerok tudi njegov naslednik. Mohamedovo nasledstvo se je nanašalo samo na politično oblast, katere obseg ni bil določen. Mohamedova razodetja, ki naj bi prihajala neposredno od Boga, so bila kmalu zbrana in zapisana v Koranu, ki je bil sprejet kot najvišja avtoriteta, katere kalifove pristojnosti nikakor niso smele preseči.
Obstaja nekaj dokazov, da so bili nekateri zgodnji kalifi kljub temu prepričani, da so posvetni in duhovni vodje skupnosti in da lahko odločajo tudi o zadevah, ki jih Koran ne določa. Vztrajali so tudi pri brezpogojni poslušnosti kalifu v vseh zadevah, ki niso v nasprotju s Koranom, kar naj bi bilo znak dobrega muslimana. 
Sodobna znanstvenika Patricia Crone in Martin Hinds v svoji knjigi God's Caliph ('Božji kalif')  opisujeta zgoden ekspanziven pogled na kalifovo pomembnost in pooblastila. Avtorja trdita, da se je zaradi povečane moči islamskih pravnikov (ulema), sodnikov, učenjakov in verskih strokovnjakov tak pogled na kalifa, vsaj v sunitskem islamu, nazadnje izničil. Uleme so vztrajali pri svoji pravici do odločanja, kaj je zakonito in pravoverno. Pravi muslimanski vladar je bil po mnenju ulem tisti, ki je izvajal njihove odločitve in ni sprejemal svojih zakonov, razen če je bil poznavalec islamskega prava. Spori med kalifi in ulemami, podobni sporom v sodobnemu pravosodju, ki so bili stalna tema v zgodnji islamski zgodovini, so se končali z zmago ulem. Oblast kalifov je bila od takrat dalje omejena samo na posvetne zadeve. Kalif je bil pravoveren samo v primeru, ko se je podrejal ulemi. Cronova in Hinds trdita, da so šiitski muslimani z njihovim širokim pogledom na oblast imamata ohranili nekaj verovanj zgodnje omajadske dinastije, katero so sicer zaničevali. Njune teze nekateri strokovnjaki zavračajo. 
Večina sunitskih muslimanov sedaj verjame, da so bili kalifi vedno samo posvetni vodje, za presojanje pravovernosti in izvajanje islamskih zakonov (šeriat) pa so bili vedno pristojni uleme. Pri štirje kalifi so pravoverni (rašidun), ker so se dosledno pokoravali Koranu in Mohamedovemu nauku (sunnah). Takšna formulacija se dozdevno ujema z zgodovinsko formulacijo sunitskih ulem. 

## Rodbine
Med najpomembnejše dinastije kalifov spadajo:
- Omajadi iz Damaska (661-750), katerim so sledili
- Abasidi iz Bagdada (750-1258) in kasneje Kaira pod mameluško oblastjo (1260-1517).
- Šiitski Fatimidi iz severne Afrike in Egipta (909-1171), ki niso vsesplošno priznani.
- Rahmanidi, preživela veja damaščanskih Omajadov, ki so se kot emirji Cordobe na Iberskem polotoku razglasili za kalife (929-1031). Poznani so tudi kot kalifi Cordobe in niso vsesplošno priznani.
- Almohadi iz severne Afrike in Iberskega polotoka (1145-1269), ki niso vsesplošno priznani. Almohadi niso Mohamedovi potomci, ampak potomci puritanskega maroškega reformatorja, ki je trdil, da je Mahdi. Almohadski emirat je ustanovil njegov sin in se razglasil za kalifa.
- Osmani (1517-1924), ki so se naslavljali predvsem kot padišahi oziroma sultani. Naslov kalifa so privzeli po porazu Mameluškega sultanata in so ga uporabljali sporadično med 16. in zgodnjim 20. stoletjem.

Omajadski in Abasidski kalifat sta se nekaj časa prekrivala. Po pokolu Omajadov, ki ga je zagrešil klan Abasidov, je enemu samemu omajadskemu princu, Abd ar-Rahmanu I., uspelo pobegniti v severno Afriko. Iz severne Afrike je odšel na Iberski polotok, kjer je pokoril in združil province, ki so jih že pred tem osvojili Omajadski kalifi (712). Pokorjena ozemlja so imela od leta 756 do 929 status emirata, potem pa se je emir Abd ar-Rahman III. razglasil za kalifa. 

## Slavni kalifi
- Abu Bakr, prvi pravoverni kalif, ki je v riddski vojni (632-634) podjarmil uporna arabska plemena.
- Omar ibn al-Hatab, drugi pravoverni kalif. Med njegovim vladanjem se je Islamski imperij razširil na Egipt, Jeruzalem in Perzijo.
- Osman ibn Affan, tretji pravoverni kalif. Pod njegovim vodstvom so sestavili Koran. Ubili so ga uporniki.
- Ali ibn Abu Talib, četrti pravoverni kalif in najbrž prvi imam šiitskih muslimanov. Med njegovim vladanjem je bilo mnogo notranjih sporov.
- Muavija I., prvi kalif iz dinastije Omajadov. Muavija je za svojega naslednika imenoval sina Jezida I. in s tem vzpostavil rodovno pravilo dedovanja položaja, ki se je nadaljevalo tudi v kasnejših kalifatih.
- Abd al-Malik ibn Marvan, peti kalif iz rodbine Omajadov, ki je dal vse pomembne dokumente prevesti v arabščino, vzpostavil islamski denarni sistem in se vojskoval z Bizantinci. V Jeruzalemu je zgradil Kupolo na skali.
- Omar II. ibn Abd Aziz, omajadski kalif, ki ga imajo nekateri, predvsem suniti, za petega pravovernega kalifa.
- Harun al-Rašid, abasidski kalif. Med njegovim vladanjem je Bagdad postal svetovno središče trgovine, učenosti in kulture. Al-Harun je oseba iz mnogih pripovedi iz slavne Tisoč in ene noči.
- Al-Mustenzir Billah, fatimidski kalif, ki je pripeljal šiitski kalifat do njegovega viška. Središče trgovine in intelektualnega ustvarjanja je postal Kairo.
- Selim I., prvi kalif Osmanskega cesarstva, ki je porazil močno šiitsko Safavidsko cesarstvo in osvojil Egipt in Sveta mesta.
- Sulejman I. Veličastni, zgodnji osmanski sultan. Med njegovim vladanjem je Osmansko cesarstvo doseglo svoj višek.
- Abdulmedžid II., 101. kalif in zadnji kalif iz osmanske dinastije. Umrl je 23. avgusta 1944 v Parizu. Pokopan je v Medini v Saudovi Arabiji.